# 曲登乡 (芒康县)
曲登乡，是中华人民共和国西藏自治区昌都市芒康县下辖的一个乡镇级行政单位。

## 行政区划
曲登乡下辖以下地区：
登巴村和曲登村。